# Wołowe Lasy
Wołowe Lasy [vɔˈwɔvɛ ˈlasɨ] là một ngôi làng thuộc khu hành chính của Gmina Człopa, thuộc hạt Wałcz, West Pomeranian Voivodeship, ở phía tây bắc Ba Lan. Nó nằm khoảng 11 kilômét (7 mi) phía đông Człopa, 23 km (14 mi) phía tây nam của Wałcz và 119 km (74 mi) về phía đông của thủ đô khu vực Szczecin.
Trước 1772, khu vực này là một phần của Vương quốc Ba Lan, 1772-1945 Phổ và Đức. Để biết thêm về lịch sử của nó, xem Quận Wałcz.